# Zedda Piras

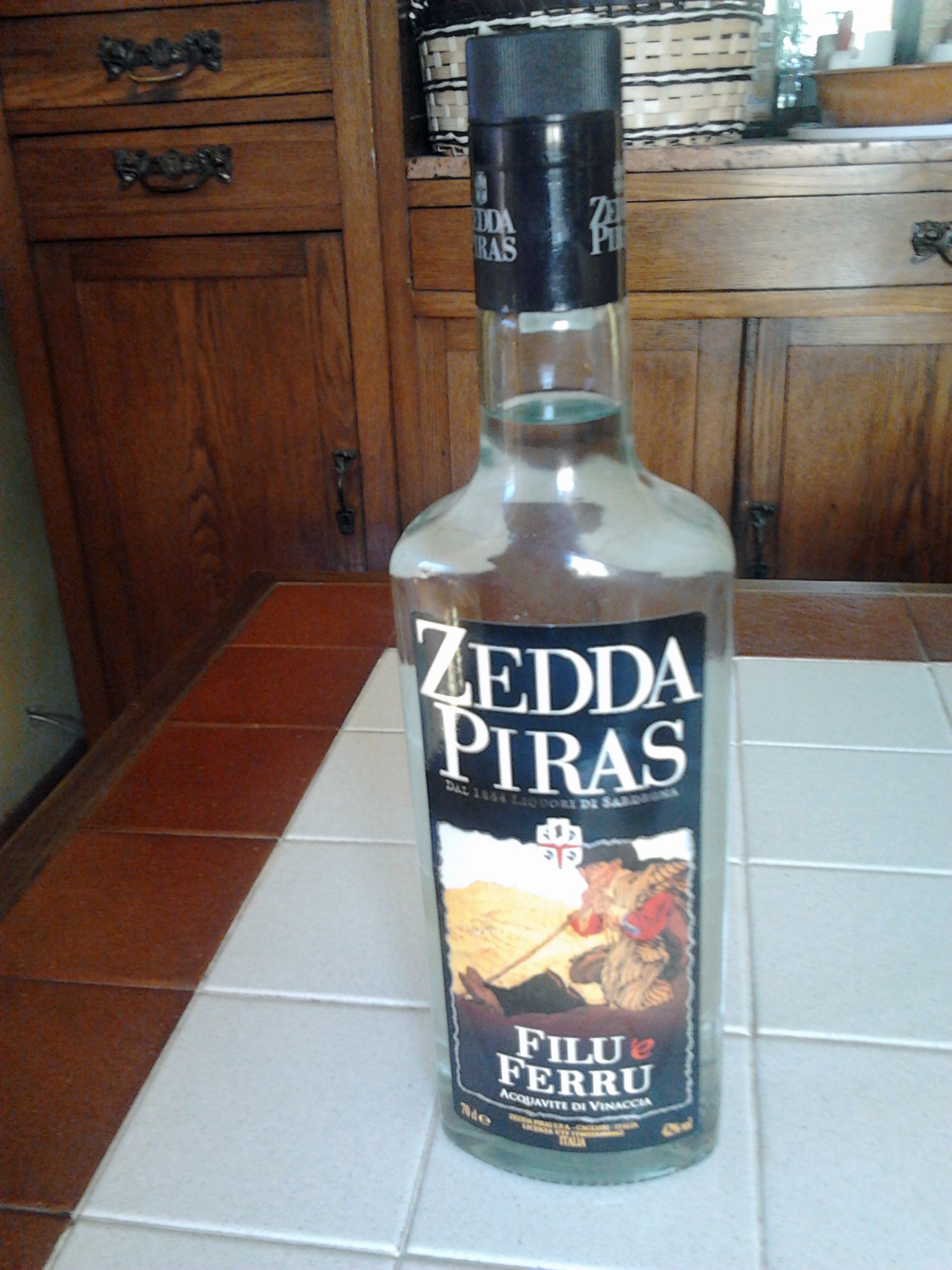
Une bouteille de Filu'e ferru de la marque.

Zedda Piras est une marque de liqueur de myrte. La société est située en Sardaigne et fait partie du groupe Campari.
Elle produit aussi d'autres alcools, notamment du Filu'e ferru, type de grappa sarde et du limoncello.

## Historique
La société Zedda Piras est une agence viticole fondée en 1854 par Francesco Zedda Piras (it) et reprise ensuite par ses héritiers. Dès ses débuts, elle a exporté à l'international.
À partir de 1908, avec la création d'une distillerie, elle s'oriente toujours plus vers la production de liqueurs. Elle devient au fil du temps la principale entreprise de distillerie et de liqueurs en Sardaigne.
Ses produits sont présentés dans les principales expositions internationales à la fin du XIXe siècle comme celle de Paris, du Turin, de Rome, d'Anvers et de Buenos Aires. La société devient fournisseur officiel de plusieurs maisons royale de l'Europe de l'époque, dont la famille royale d'Angleterre et le Tsar de Russie.
En 1994, elle rejoint le groupe Sella & Mosca (it) d'Alghero. En 2001, le groupe est absorbé par Campari.